# UFC Fight Night: Belfort vs. Henderson 3
UFC Fight Night: Belfort vs. Henderson 3 è stato un evento di arti marziali miste tenuto dalla Ultimate Fighting Championship svolto il 7 novembre 2015 al Ginásio do Ibirapuera di San Paolo, Brasile.

## Retroscena
Nel main event della card si sfidarono, nella categoria dei pesi medi, due leggende delle MMA Vítor Belfort e Dan Henderson. Henderson sconfisse Belfort nel loro primo match, che si tenne all'evento Pride 32 nel 2006, vincendo per decisione unanime. Nel rematch fu invece Belfort a spuntarla, sconfiggendo Henderson nel 2013 per KO al primo round.
Tom Lawlor avrebbe dovuto affrontare Fabio Maldonado. Tuttavia, Lawlor subì un infortunio e venne rimpiazzato dal vincitore della diciannovesima stagione del reality show The Ultimate Fighter Corey Anderson.

## Risultati
|                                   | Divisione                      |                                |                                |                                | Metodo                                   | Round                          | Tempo                          | Premio                         |
| Card Principale (Fox Sports 1)    | Card Principale (Fox Sports 1) | Card Principale (Fox Sports 1) | Card Principale (Fox Sports 1) | Card Principale (Fox Sports 1) | Card Principale (Fox Sports 1)           | Card Principale (Fox Sports 1) | Card Principale (Fox Sports 1) | Card Principale (Fox Sports 1) |
| --------------------------------- | ------------------------------ | ------------------------------ | ------------------------------ | ------------------------------ | ---------------------------------------- | ------------------------------ | ------------------------------ | ------------------------------ |
|                                   | Pesi Medi                      | Vítor Belfort                  | batte                          | Dan Henderson                  | KO (calcio alla testa e pugni)           | 1                              | 2:07                           | POTN                           |
|                                   | Pesi Mediomassimi              | Glover Teixeira                | batte                          | Patrick Cummins                | KO Tecnico (pugni)                       | 2                              | 1:12                           |                                |
|                                   | Pesi Gallo                     | Thomas Almeida                 | batte                          | Anthony Birchak                | KO (pugno)                               | 1                              | 4:22                           | POTN                           |
|                                   | Pesi Leggeri                   | Alex Oliveira                  | batte                          | Piotr Hallmann                 | KO (pugno)                               | 3                              | 4:06                           | POTN                           |
|                                   | Pesi Leggeri                   | Rashid Magomedov               | batte                          | Gilbert Burns                  | Decisione unanime (30-27, 30-27, 30-27)  | 3                              | 5:00                           |                                |
|                                   | Pesi Mediomassimi              | Corey Anderson                 | batte                          | Fabio Maldonado                | Decisione unanime (30-27, 30-27, 30-27)  | 3                              | 5:00                           |                                |
| Card Preliminare (Fox Sports 1)   |                                |                                |                                |                                |                                          |                                |                                |                                |
|                                   | Pesi Leggeri                   | Gleison Tibau                  | batte                          | Abel Trujillo                  | Sottomissione tecnica (rear-naked choke) | 1                              | 1:45                           |                                |
|                                   | Pesi Leggeri                   | Johnny Case                    | batte                          | Yan Cabral                     | Decisione unanime (29-28, 29-28, 29-28)  | 3                              | 5:00                           |                                |
|                                   | Pesi Piuma                     | Thiago Tavares                 | batte                          | Clay Guida                     | Sottomissione (ghigliottina)             | 1                              | 0:39                           | POTN                           |
|                                   | Pesi Piuma                     | Chas Kelly                     | batte                          | Kevin Souza                    | Sottomissione (rear-naked choke)         | 2                              | 1:56                           |                                |
| Card Preliminare (UFC Fight Pass) |                                |                                |                                |                                |                                          |                                |                                |                                |
|                                   | Pesi Welter                    | Viscardi Andrade               | batte                          | Gasan Umalatov                 | Decisione unanime                        | 3                              | 5:00                           |                                |
|                                   | Pesi Gallo                     | Jimmie Rivera                  | batte                          | Pedro Munhoz                   | Decisione unanime                        | 3                              | 5:00                           |                                |
|                                   | Pesi Mosca                     | Matheus Nicolau                | batte                          | Bruno Korea                    | Sottomissione (cravatta giapponese)      | 3                              | 3:27                           |                                |

## Premi
I lottatori premiati ricevettero un bonus di 50.000 dollari.
Legenda:
- FOTN: Fight of the Night (vengono premiati entrambi gli atleti per il miglior incontro dell'evento)
- POTN: Performance of the Night (viene premiato il vincitore per la migliore performance dell'evento)

## Incontri Annullati
|  | Divisione         |            |        |                 | Motivo                    |
|  | ----------------- | ---------- | ------ | --------------- | ------------------------- |
|  | Pesi Mediomassimi | Tom Lawlor | contro | Fabio Maldonado | Lawlor subì un infortunio |